# Independent Spirit Awards 1989
La cerimonia di premiazione della 4ª edizione degli Independent Spirit Awards si è tenuta nel 1989 all'Hollywood Roosevelt Hotel di Los Angeles ed è stata presentata da Buck Henry. Oliver Stone ha pronunciato il keynote address.

## Vincitori e candidati
I vincitori sono indicati in grassetto, a seguire gli altri candidati.

### Miglior film
- La forza della volontà (Stand and Deliver), regia di Ramón Menéndez
- Grasso è bello (Hairspray), regia di John Waters
- Patti Rocks, regia di David Burton Morris
- La sottile linea blu (The Thin Blue Line), regia di Errol Morris
- Amici, complici, amanti (Torch Song Trilogy), regia di Paul Bogart

### Miglior attore protagonista
- Edward James Olmos - La forza della volontà (Stand and Deliver)
- James Woods - Cocaina (The Boost)
- Chris Mulkey - Patti Rocks
- Eric Bogosian - Talk Radio
- Harvey Fierstein - Amici, complici, amanti (Torch Song Trilogy)

### Miglior attrice protagonista
- Jodie Foster - Dentro la grande mela (Five Corners)
- Ricki Lake - Grasso è bello (Hairspray)
- Julia Roberts - Mystic Pizza
- Meg Ryan - Terra promessa (Promised Land)
- Nobu McCarthy - The Wash

### Miglior regista
- Ramón Menéndez - La forza della volontà (Stand and Deliver)
- John Waters - Grasso è bello (Hairspray)
- David Burton Morris - Patti Rocks
- Oliver Stone - Talk Radio
- Errol Morris - La sottile linea blu (The Thin Blue Line)

### Miglior fotografia
- Sven Nykvist - L'insostenibile leggerezza dell'essere (The Unbearable Lightness of Being)
- Toyomichi Kurita - Moderns (The Moderns)
- Gregory M. Cummins - Patti Rocks
- Tom Richmond - La forza della volontà (Stand and Deliver)
- Robert Richardson - Talk Radio

### Miglior sceneggiatura
- Ramón Menéndez - La forza della volontà (Stand and Deliver)
- John Patrick Shanley - Dentro la grande mela (Five Corners)
- John Waters - Grasso è bello (Hairspray)
- John Bradshaw e Alan Rudolph - Moderns (The Moderns)
- David Burton Morris, Chris Mulkey, John Jenkins e Karen Landry - Patti Rocks

### Miglior attore non protagonista
- Lou Diamond Phillips - La forza della volontà (Stand and Deliver)
- John Turturro - Dentro la grande mela (Five Corners)
- Divine - Grasso è bello (Hairspray)
- John Lone - Moderns (The Moderns)
- Ernest Borgnine - The Mafia Kid (Spike of Bensonhurst)

### Miglior attrice non protagonista
- Rosanna DeSoto - La forza della volontà (Stand and Deliver)
- Deborah Harry - Grasso è bello (Hairspray)
- Bonnie Bedelia - Il principe di Pennsylvania (The Prince of Pennsylvania)
- Amy Madigan - Il principe di Pennsylvania (The Prince of Pennsylvania)
- Patti Yasutake - The Wash

### Miglior film d'esordio
- Mystic Pizza, regia di Donald Petrie
- Border Radio, regia di Allison Anders, Dean Lent e Kurt Voß
- The Chocolate War, regia di Keith Gordon
- Il principe di Pennsylvania (The Prince of Pennsylvania), regia di Ron Nyswaner
- The Wash, regia di Michael Toshiyuki Uno

### Miglior film straniero
- Il cielo sopra Berlino (Der himmel über Berlin), regia di Wim Wenders
- Kitchen Toto il colore della libertà (The Kitchen Toto), regia di Harry Hook
- Bagdad Café (Out of Rosenheim), regia di Percy Adlon
- Un mondo a parte (A World Apart), regia di Chris Menges
- Yeelen - La luce (Yeelen), regia di Souleymane Cissé